# Plaza Pushkin
La Plaza Púshkinskaya o Plaza Pushkin (en ruso: Пу́шкинская пло́щадь: Пу́шкинская пло́щадь) es un espacio público ubicado en el Distrito Tverskói de Moscú central. Conocida históricamente como Plaza Strástnaya, fue rebautizada en honor a Aleksandr Pushkin en 1937.
Está localizada en el cruce del Anillo Bulevar (Tverskói Bulevar al suroeste y Strastnoi Bulevar al nordeste) y la Calle Tverskaya, 2 kilómetros (1,2 mi) noroeste del Kremlin de Moscú.

## Historia

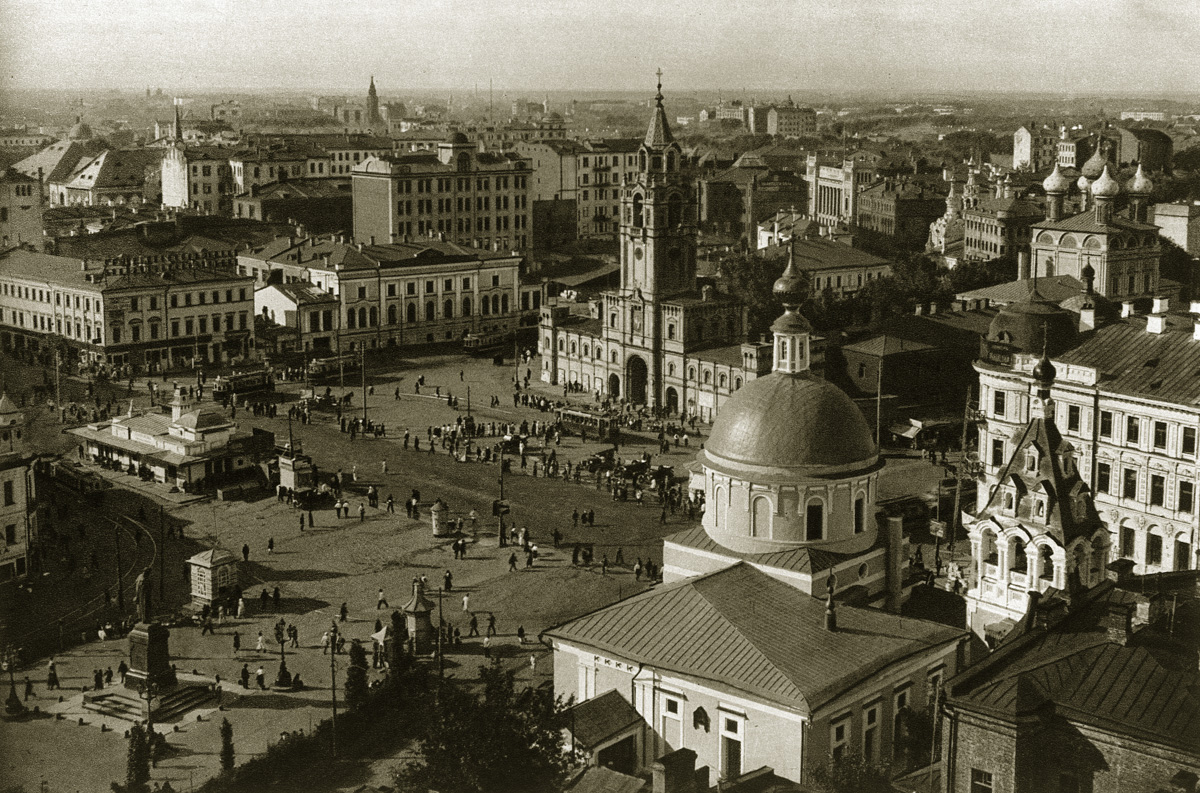
Las iglesias mostradas en esta foto antigua fueron destruidas, con excepción de la iglesia de la Natividad de la Virgen en Putinki.

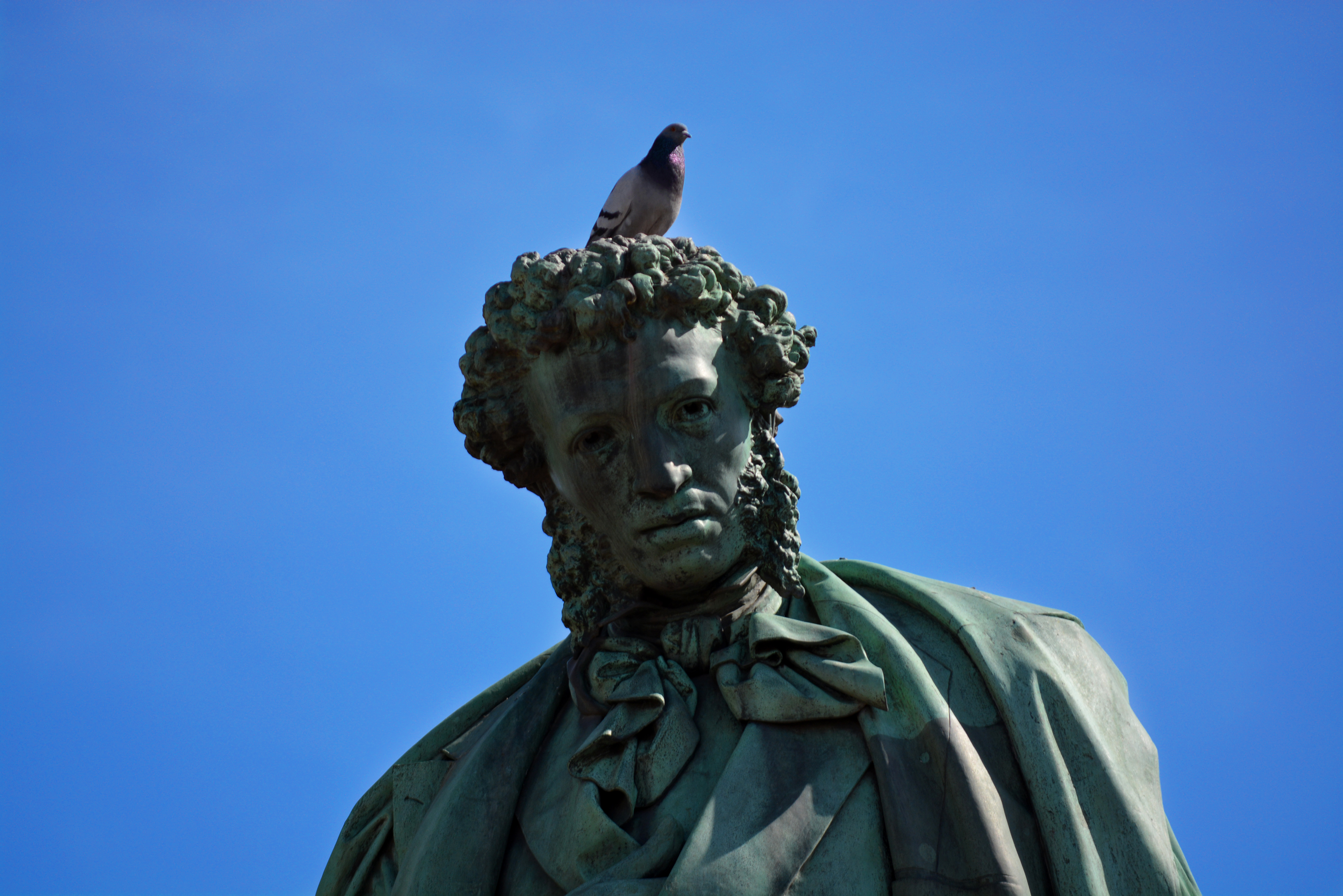
Detalle de la escultura de Pushkin

El nombre anterior de Strástnaya tuvo origen en el Monasterio de la Pasión (en ruso: Страстной монастырь: Страстной монастырь, Monasterio Strastnoi), el cual fue demolido en 1930.
El 31 de enero de 1990 tras la Perestroika, el primer local de McDonald's en el país fue abierto a un costado de esta plaza. Cerca de 5 mil personas estaban afuera para la inauguración del local, al que finalmente asistieron en su primer día de operaciones 30 mil más. Las largas filas que rodeaban a la plaza Púshkinskaya fueron memorables.
En 2000 un atentado dejó 13 muertos y 120 heridos cuando detonó un explosivo en el túnel de la estación Púshkinskaya. Un segundo artefacto fue desactivado por la policía rusa.

## Sitios de interés

### Monumento a Pushkin

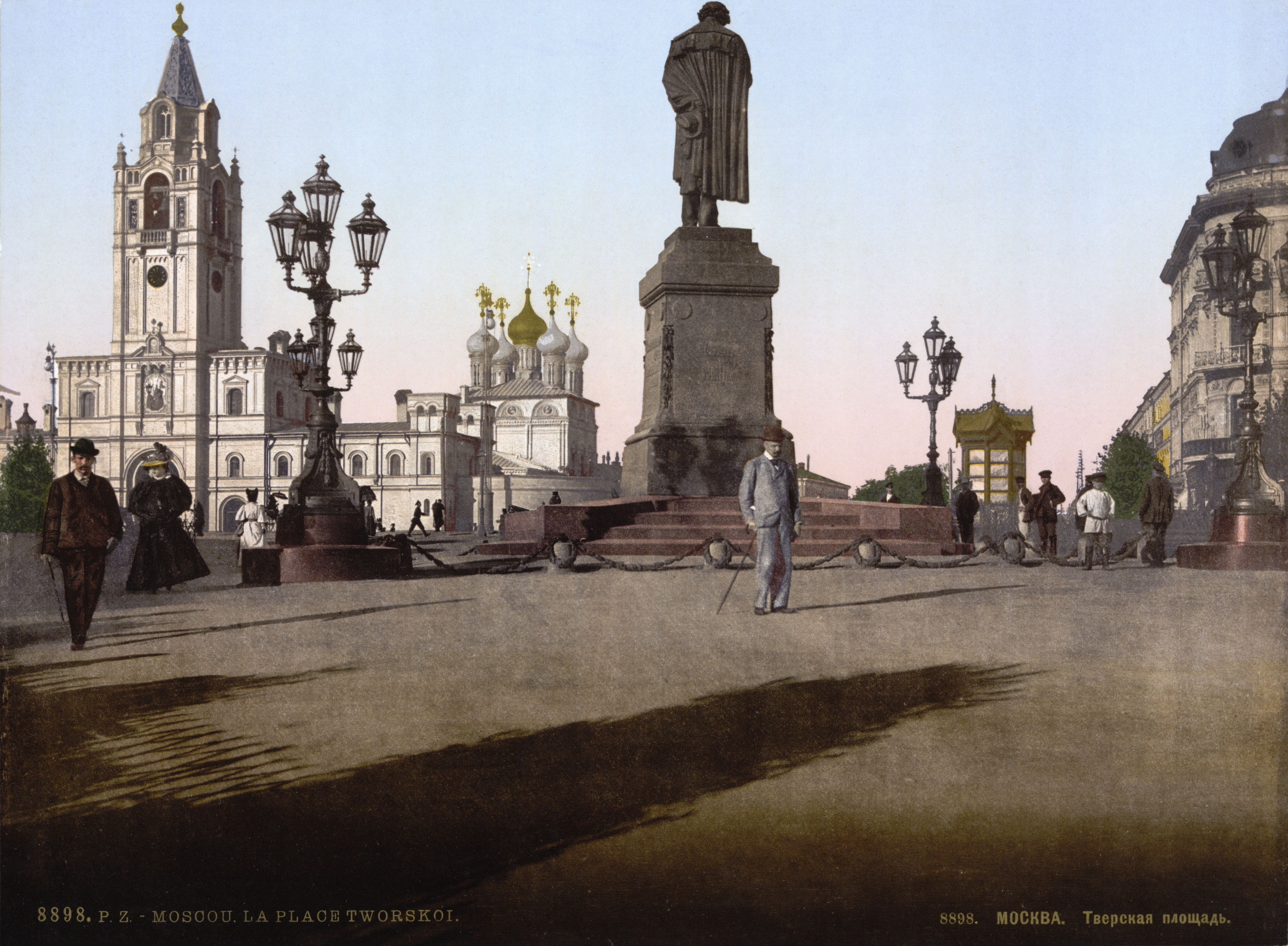
Vista del monumento a Pushkin en una postal de finales del. Se aprecia en su emplazamiento original, y al fondo el Monasterio Stratsnoy, el cual fue demolido y ocupa la Plaza Púshkinskaya y el monumento mismo.

Fue inaugurado el 6 de junio de 1880 y es una famosa estatua de Pushkin, obra de Alejandro Opekushin, financiada por una colecta pública e inaugurada por Iván Turguénev y Fiódor Dostoyevski en 1880. El emplazamiento original fue elegido por su cercanía a la calle Tverskaya, donde le encantaba caminar a Pushkin. Muestra al poeta con un abrigo largo y la mano metida en el saco y con un gesto reflexivo. Le rodean cuatro enormes faroles de hierro en cada esquina formando un cuadrado, veinte linternillas en el suelo unidas por cadenas de hierro. 
En 1860, por iniciativa de los graduados del Liceo imperial de Tsárskoye Seló, donde estudió Pushkin, fue abierta una recaudación de fondos para la construcción de un monumento en San Petersburgo. Se reunieron alrededor de 30 mil rublos. En 1870 se llevó a cabo una nueva colecta a iniciativa del estudiante del liceo Yakov Karlovich Grot, y logró reunir unos 160.575 rublos más. En 1875 fue elegido Alejandro Opekushin como ganador del concurso para la construcción del monumento. Para la realización de las obras de construcción e instalación, Opekushin invitó al arquitecto Iván Semiónovich Bogomólov. La comisión especial sobre la construcción del monumento fue dirigida por el príncipe G. P. Oldenburg. 
La producción de la escultura tomó los cinco años posteriores, fundida en la fábrica de fundición de bronce en San Petersburgo, en tanto el pedestal de color rojo oscuro fabricado con granito de Sortavala y su instalación en el emplazamiento original. El monumento se inauguraría el 19 de octubre de 1879 (aniversario de la apertura del liceo), pero debido a los daños a una de las esquinas de los monolitos (bajo las escaleras) tuvo que ser sustituido por dos nuevos, unidos, lo que retrasó la demora. En la primavera de 1880 todas las obras se completó la construcción del monumento. Un nuevo día de apertura fue programado para el 26 de mayo de 1880 (el cumpleaños del poeta) pero fue cambiada debido al luto por la emperatriz María Alexandrovna. 
Finalmente el monumento fue inaugurado el 6 de junio de 1880. A pesar del tiempo nublado, los moscovitas se reunieron en una variedad de áreas en el Monasterio de la Pasión y en la Calle Tverskaya. El mismo día en la Universidad de Moscú se celebró una sesión solemne en la que hubo discursos sobre las obras de Pushkin y su lugar en la cultura rusa por N. Tijonrávov S. y B. Kliuchevski.
En 1950, Iósif Stalin ordenó que la estatua fuera movida al otro lado de Tverskaya, donde estuvo localizado en Monasterio de la Pasión de Cristo.

### Edificios del periódicoIzvestia
La primera sede del periódico que fue durante varias décadas portavoz oficial del Partido Comunista, fue construida entre 1925 y 1927 con estilo constructivista por Grigori Barjin, diez años después del triunfo de la Revolución de Octubre. Cuenta con una estructura asimétrica hecha con base en concreto y acero reforzado, y destacan sus ventanas circulares en la parte superior diseñadas para las oficinas editoriales del diario A su costado, un anexo fue edificado en la antigua Casa de Famúsov entre 1968 y 1976, el cual luce el logotipo del periódico en su fachada. Lució el primer anuncio electrónico de noticias de Rusia.

## Transporte público
En este sitio se encuentran dos estaciones del Metro de Moscú:
- Tverskaya de la Línea 2 Zamoskvoretskaya
- Pushkinskaya de la Línea 7 Tagansko-Krasnopresnenskaya.